# Courtecon
Courtecon est une ancienne commune française, située dans le département de l'Aisne en région Hauts-de-France. Elle est actuellement incorporée à la commune de Pancy-Courtecon

## Géographie
La commune avait une superficie de 3,90 km2 son territoire s'étendait entre l'Ailette et le plateau du chemin des Dames.

## Toponymie
Le nom de la localité est attesté sous les formes Curtecon (1136) ; Contrecon (1164) ; Cortecon (1196) ; Courtecon-in-Laudunesio (1213) ; Ecclesia de Cortrecon (1233) ; in territorio de Cortrekon (1250) ; Courtrecon (1260) ; Coutrecon (1340) ; Courtcon (1684) ; Courcon (1728),.

## Histoire
En 1186, l'abbé de Saint-Jean de Laon érige en une seule commune les villages de Crandelain, Malval, Trucy, Courtecon et une partie de ceux de Lierval et de Colligis et confirmé par le roi en 1196
La commune de Courtecon a été créée lors de la Révolution française[réf. nécessaire]. 
Une partie de la bataille de Craonne de 1814, s'est déroulé sur le territoire de la commune.
En 1870, les troupes prussiennes sont passées par Courtecon. Le maire, M. Leduc accusé d'avoir caché des armes est emmené en otage et menacé d'être fusillé. 
De 112 habitants en 1901, la population n'était plus que de 83 habitants en 1911, qui étaient principalement des cultivateurs.  
Dès septembre 1914, le village est occupé par les Allemands et les habitants sont évacués sur Laon.
Le village est détruit en avril 1917 par l'artillerie française lors de la préparation de la seconde bataille de l'Aisne.
En 1919, le territoire est déclaré définitivement incultivable et classé dans la zone rouge.
Considéré comme détruite lors de la Première Guerre mondiale, le décret du 9 septembre 1923 supprime la commune pour être rattaché à la commune voisine de Pancy. La nouvelle entité prend le nom de Pancy-Courtecon.
La chapelle actuelle édifiée en 1932-1933 se trouve à l'emplacement de l'ancienne église Saint-Martin de Courtecon.

## Administration
Jusqu'à sa suppression en 1923, la commune faisait partie du canton de Craonne dans le département de l'Aisne. Elle appartenait aussi à l'arrondissement de Laon depuis 1801 et au district de Laon entre 1790 et 1795. La liste des maires de Courtecon est :
| Période                                  | Période | Identité | Étiquette | Qualité |
| ---------------------------------------- | ------- | -------- | --------- | ------- |
|                                          |         |          |           |         |
| Les données manquantes sont à compléter. |         |          |           |         |

## Démographie
Jusqu'en 1923, la démographie de Courtecon était :
| 1760          | 1793 | 1800 | 1806 | 1818 | 1821 | 1831 | 1836 | 1841 |
| ------------- | ---- | ---- | ---- | ---- | ---- | ---- | ---- | ---- |
| 151 (39 feux) | 133  | 139  | 131  | 135  | 135  | 145  | 133  | 147  |

| 1846 | 1851 | 1856 | 1861 | 1866 | 1872 | 1876 | 1881 | 1886 |
| ---- | ---- | ---- | ---- | ---- | ---- | ---- | ---- | ---- |
| 138  | 127  | 130  | 126  | 120  | 106  | 109  | 109  | 117  |

| 1891 | 1896 | 1901 | 1906 | 1911 | 1921 | - | - | - |
| ---- | ---- | ---- | ---- | ---- | ---- | - | - | - |
| 107  | 107  | 112  | 95   | 73   | 0    | - | - | - |